# Raúl Fernández-Cavada Mateos
Raúl, teljes nevén Raúl Fernández-Cavada Mateos, néha Raúl Fernández (Bilbao, 1988. május 16. –) spanyol labdarúgó, a Granada CF kapusa.

## Pályafutása

### Klubcsapatokban
Eddigi karrierjét teljes egészében az Athletic Club kötelékében, illetve annak utánpótlás- és tartalékcsapataiban töltötte. Csak kölcsönben szerepelt máshol, 2008 és 2010 között előbb a Conquense, majd a Granada csapatainál.
2010 nyarán került fel az Athletic első keretéhez a visszavonuló Armando Riveiro helyére. Első mérkőzését 2011. április 23-án játszhatta a baszk derbin, vagyis a Real Sociedad ellen, amikor Gorka Iraizoz ötödik sárga lapja miatt eltiltását töltötte. A mérkőzés egyébként 2–1-es győzelemmel végződött, többek között Raúl jó védései miatt.